# Bajski trokut
Bajski trokut područje je u mađarskom dijelu Bačke, ugrubo od Subotice do Dunava. 
Sadržava hrvatsku manjinu (Bunjevce), koji su u taj kraj došli migracijama u doba turskih ratova iz Hercegovine. Radi velikog broja Hrvata područje je bilo sporno nakon Prvog i Drugog svjetskog rata, prilikom razgraničavanja Mađarske i Jugoslavije.